# Donald Clewer
Donald Clewer, britanski general, * 1892, † 1945.